# Giornata mondiale delle api
La Giornata mondiale delle api è una giornata internazionale, che si celebra il 20 maggio di ogni anno, volta a sensibilizzare l'opinione pubblica sull'importanza degli impollinatori, sulle minacce che affrontano e sul loro contributo allo sviluppo sostenibile. Le api e altri impollinatori, come farfalle, pipistrelli e colibrì, infatti, consentono a molte piante di riprodursi, comprese numerose colture alimentari.

## Storia
Il 18 ottobre 2017, l'Assemblea generale delle Nazioni Unite ha deciso di designare il 20 maggio, la Giornata mondiale delle api. Il 20 maggio è stato scelto per la giornata annuale poiché coincide con la data di nascita di Anton Janša  (1734-1773), che nel XVIII secolo fu un pioniere delle tecniche di apicoltura moderne nel suo paese natale, la Slovenia, un paese che ha promosso la celebrazione e ha riconosciuto questi insetti per la loro capacità di lavorare richiedendo pochissima attenzione allo stesso tempo.

## Importanza delle api
Api, farfalle ed altri insetti hanno un'influenza sostanziale su cibi come frutta e verdura che dipendono direttamente dagli impollinatori.
Le api, inoltre, sono sempre più minacciate dalle attività umane. Insetti, pesticidi, cambiamenti nell'uso del suolo possono ridurre i nutrienti a loro disposizione e rappresentare quindi una minaccia per le loro spesso numerose colonie. Alcuni di questi temi sono stati anche ricordati dall'Organizzazione delle Nazioni Unite.

## Obiettivi della Giornata
La celebrazione della Giornata mondiale delle api ha diversi obiettivi: 
- attirare l'attenzione della popolazione mondiale e dei politici sull'importanza della protezione delle api
- ricordare che l'umanità dipende dalle api e da altri impollinatori
- proteggere le api ed altri impollinatori per contribuire in modo significativo alla soluzione dei problemi legati all'approvvigionamento alimentare globale e per eliminare la fame nei paesi sottosviluppati
- fermare la perdita di biodiversità ed il degrado degli ecosistemi in modo da contribuire al raggiungimento degli obiettivi di sviluppo sostenibile